# Krzysztof Lisek

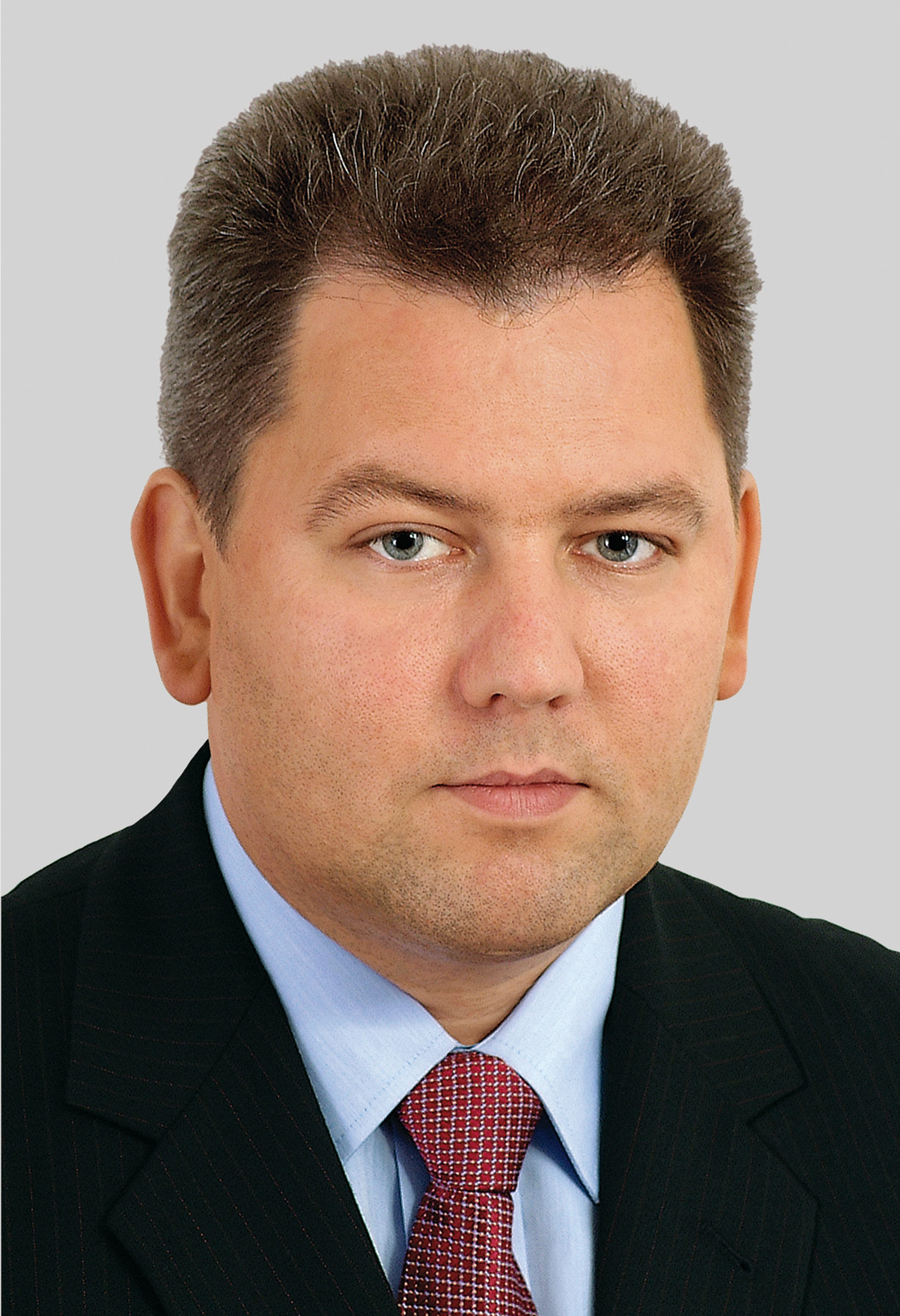
Portrait des polnischen Politikers Krzysztof Lisek 2010

Krzysztof Lisek (* 28. Mai 1967 in Gdańsk) ist ein polnischer Unternehmer und Politiker  (KLD, UW, PO). Er war von 2005 bis 2009 Sejm-Abgeordneter der V. und VI. Wahlperiode und von 2009 bis 2014 Abgeordneter des Europaparlaments.

## Leben und Beruf
Nach Grundschule und Lyzeum absolvierte er ein Teilstudium an der Medizinischen Universität in seiner Heimatstadt. Er war 1993 wesentlich beteiligt an der Einführung der Euro<26-Karte. 2013 erwarb er einen Bachelor-Abschluss an der Szkoła Wyższa Prawa i Dyplomacji w Gdyni und 2017 einen Master in Nationaler Sicherheit an der Marineakademie der Helden der Westerplatte. Seit 2015 ist er Berater bei Fipra International in Brüssel.
Lisek ist verheiratet und hat zwei Kinder.

## Politik
Lisek war einer der Gründer des Unabhängigen Studentenverbandes NZS, dem er von 1991 bis 1993 vorstand. Er war seit 1990 Mitglied des Kongres Liberalno-Demokratyczny (KLD) an, dessen Woiwodschaftsvorstand er angehörte. Durch die Fusion des KLD mit der Unia Demokratyczna kam er zur Unia Wolności (UW), von der sich 2001 die Platforma Obywatelska (PO) abspaltete, der er sodann beitrat. Nach dem Rücktritt von Marek Żyliński war er 2005/06 kommissarischer Vorsitzender der PO in der Woiwodschaft Ermland-Masuren. Erstmals wurde er 2005 in den Sejm gewählt. Bei der Parlamentswahl 2007 erlangte er zum zweiten Mal ein Mandat im Sejm und wurde zum Vorsitzenden des Auswärtigen Ausschusses.
Bei der Europawahl 2009 wurde er in das Europaparlament gewählt und legte anschließend sein Sejm-Mandat nieder. Dort war er stellvertretender Vorsitzender im Unterausschuss für Sicherheit und Verteidigung (SEDE) und Mitglied im Ausschuss für auswärtige Angelegenheiten, Menschenrechte, Gemeinsame Sicherheit und Verteidigungspolitik (AFET) und der Delegation im Parlamentarischen Kooperationsausschuss EU-Russland (D-RU). Stellvertretendes Mitglied war er unter anderem im Ausschuss für Entwicklung (DEVE). Bei der Europawahl 2014 kandidierte er nicht erneut. Bei der Parlamentswahl 2019 bemühte er sich vergeblich um eine Rückkehr in den Sejm.